# 科尔 (伊泽尔省)
科尔（法語：Corps，[kɔʁ] ⓘ），法国东南部市镇，位于奥弗涅-罗讷-阿尔卑斯大区伊泽尔省，隶属于格勒诺布尔区，其市镇面积为11.2平方公里，2022年1月1日时人口数量为424人，在法国城市中排名第17,629位。
科尔位于伊泽尔省南部，德拉克河右岸，其东南侧与上阿尔卑斯省接壤，是一个区域性的中心集镇。

## 地名来源

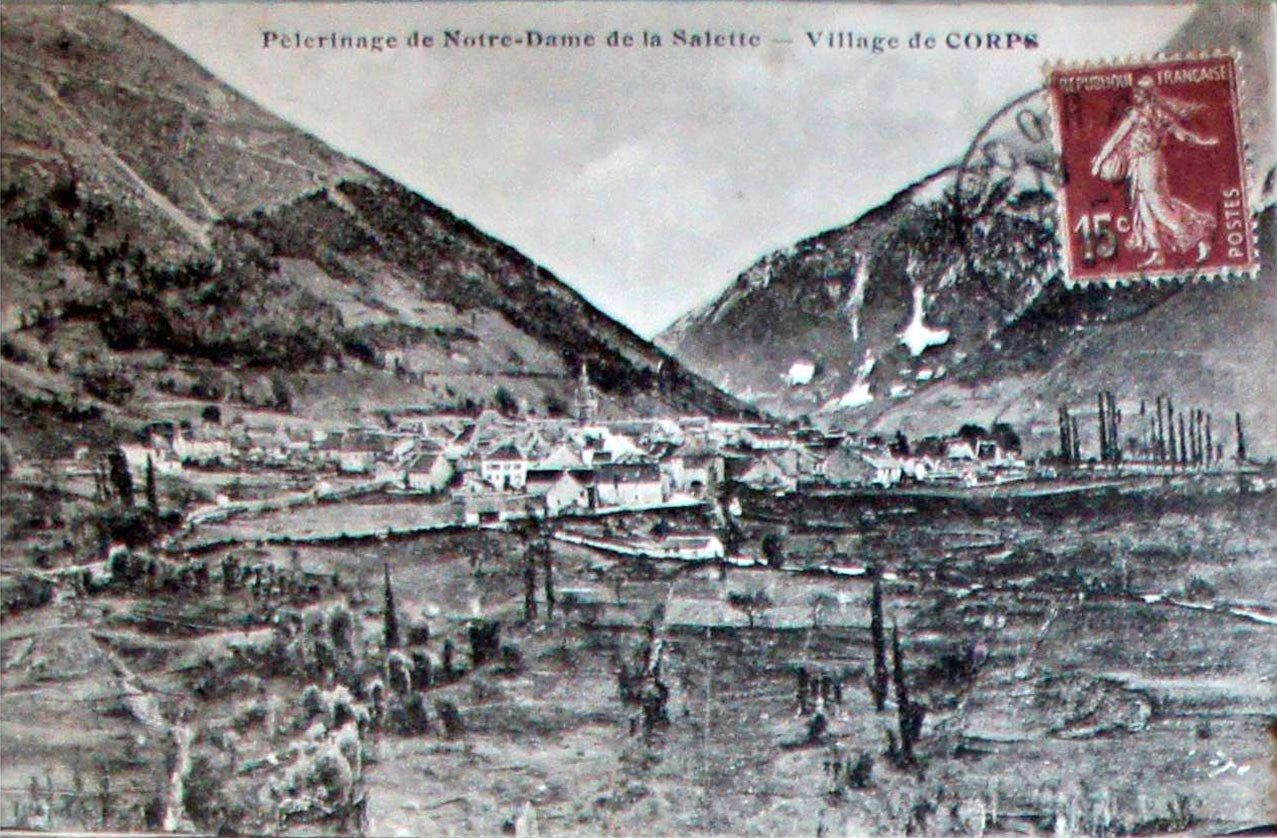
1930年的科尔

科尔一名的来源尚存在争议，“Corps”可能出自拉丁语“Corvus”，意为“乌鸦”；亦可能与古典时期活动于此的特里科里人有关。

## 历史
根据当地官方网站的论述，科尔在公元前1300年时就已出现人类活动，其居民来自凯尔特或拉坦诺。罗马人入侵后，一条纵贯阿尔卑斯山西部的道路从科尔附近通过。诺瓦莱斯修道院院长埃尔德拉多于公元8世纪末出生于科尔附近，公元12世纪时，当地兴建了一座纪念埃尔德拉多的教堂。宗教战争期间，科尔地区发生多场战斗。法国大革命后，科尔成为伊泽尔省的一个市镇。拿破仑在从厄尔巴岛逃回法国本土时沿途径科尔的道路北上，该道路此后被命名为“拿破仑之路”。1846年，当地两名居民声称在科尔附近的山丘上看到了马利亚，此举使得科尔在短时间内吸引了大批天主教徒。1893年，连接科尔的拉米尔铁路建成通车，后于1949年关闭。

## 地理

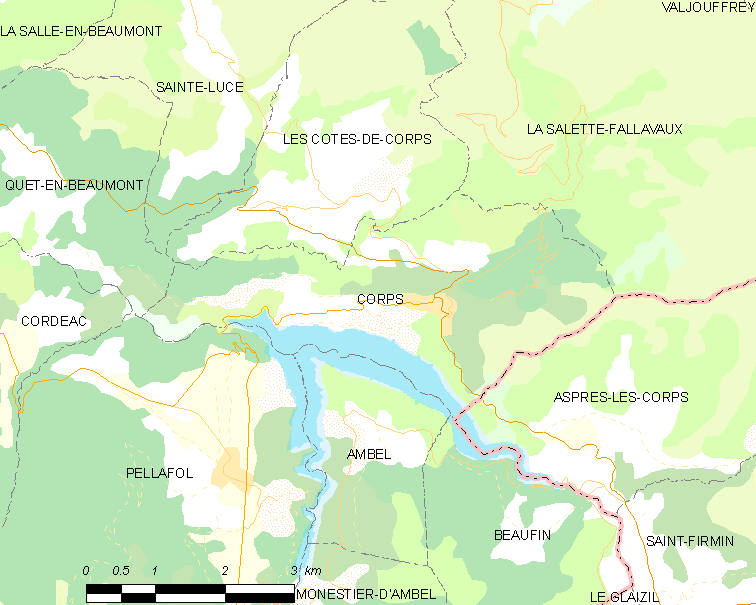
科尔市镇范围地图

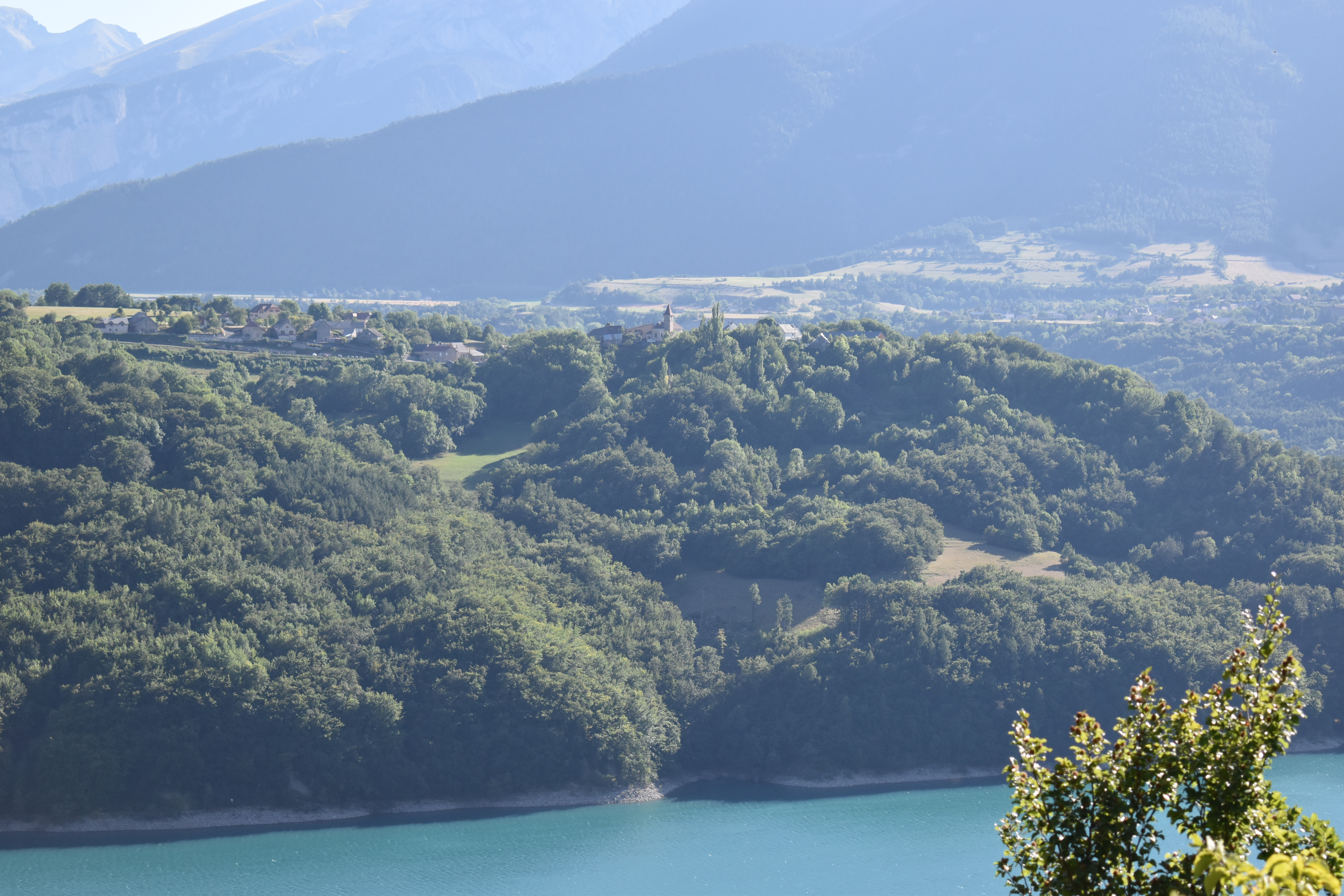
索泰湖

科尔位于法国东南部，奥弗涅-罗讷-阿尔卑斯大区东南部和伊泽尔省东南部，距离省会格勒诺布尔大约62公里。与科尔接壤的市镇包括：莱科特德科尔、拉萨莱特-法拉沃、博蒙地区凯、佩拉福勒、拉萨莱特-法拉沃、阿斯普尔莱科尔和昂贝勒。

### 地形
科尔位于埃克兰山西部腹地，境内以山地为主，市镇中心位于一处地势南低北高的丘陵地带，全境海拔在639到1840米之间。

### 水文
科尔位于罗讷河流域范围内，其二级支流德拉克河流经境内，该河科尔附近建有索泰水坝，并形成了索泰湖。

### 植被
科尔属于温带阔叶混交林区，林地广泛分布于水域及山地地带。
在鲜花城市的评比中，科尔暂未被评级。

### 气候
科尔在柯本气候分类法中属于山地气候。

## 行政区划
科尔的市镇编号为38128，邮政编号为38970。
在行政管理方面，科尔隶属于法国奥弗涅-罗讷-阿尔卑斯大区伊泽尔省格勒诺布尔区；在地方选举方面，科尔隶属于马泰西讷-特里耶沃县，其市镇范围全境被划入伊泽尔省第四选区；在社会管理方面，科尔是马泰西讷市镇公共社区的组成部分。
截至2023年1月，科尔市镇暂无城市敏感街区及城市政策优先街区。
法国国家统计与经济研究所（简称）在进行数据统计时，未将科尔划入任何城市核心区、城市区及城市辐射区（）内。此外，还将科尔市镇整体看作一个“块区”（IRIS），以便于统计人口分布情况。

## 交通

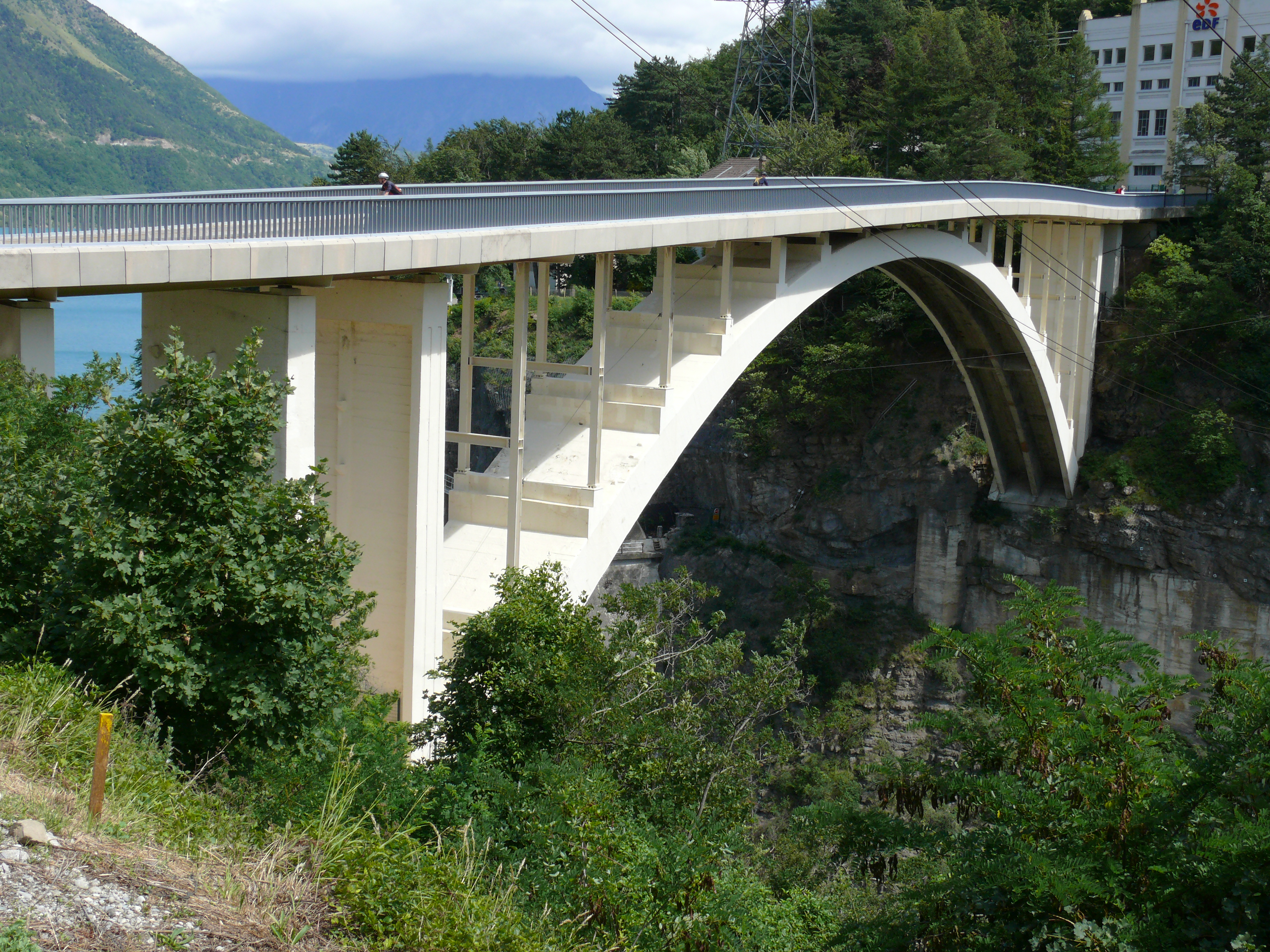
横跨德拉克河谷的科尔大桥

### 公路
法国国道N85线和多条伊泽尔省省道在科尔境内交汇。奥弗涅-罗讷-阿尔卑斯大区下属的城际客运提供巴士线路，可前往加普和格勒诺布尔。
2019年，37.1%的科尔家庭拥有至少一辆私人汽车。2018年，科尔境内共发生各类交通事故2起，造成1人遇难，6人受伤，其中4人重伤。
| 8 | 55 |

| 格勒诺布尔 | 61 |

| 加普 | 39 |

| 尚索尔地区圣博内 | 26 |

### 铁路
科尔为拉米尔铁路的终点站，该铁路已停止服务。
距离科尔最近的运营中的客运铁路车站为39公里外的克莱勒-曼斯站，该站停靠往返于格勒诺布尔和加普一线的区域列车。

### 航空
距离科尔最近的民用航空站为里昂圣埃克絮佩里机场，距离科尔市中心的公路里程约150公里。

### 城市公共交通
截至2023年1月，科尔暂无城市公共交通系统。

## 政治

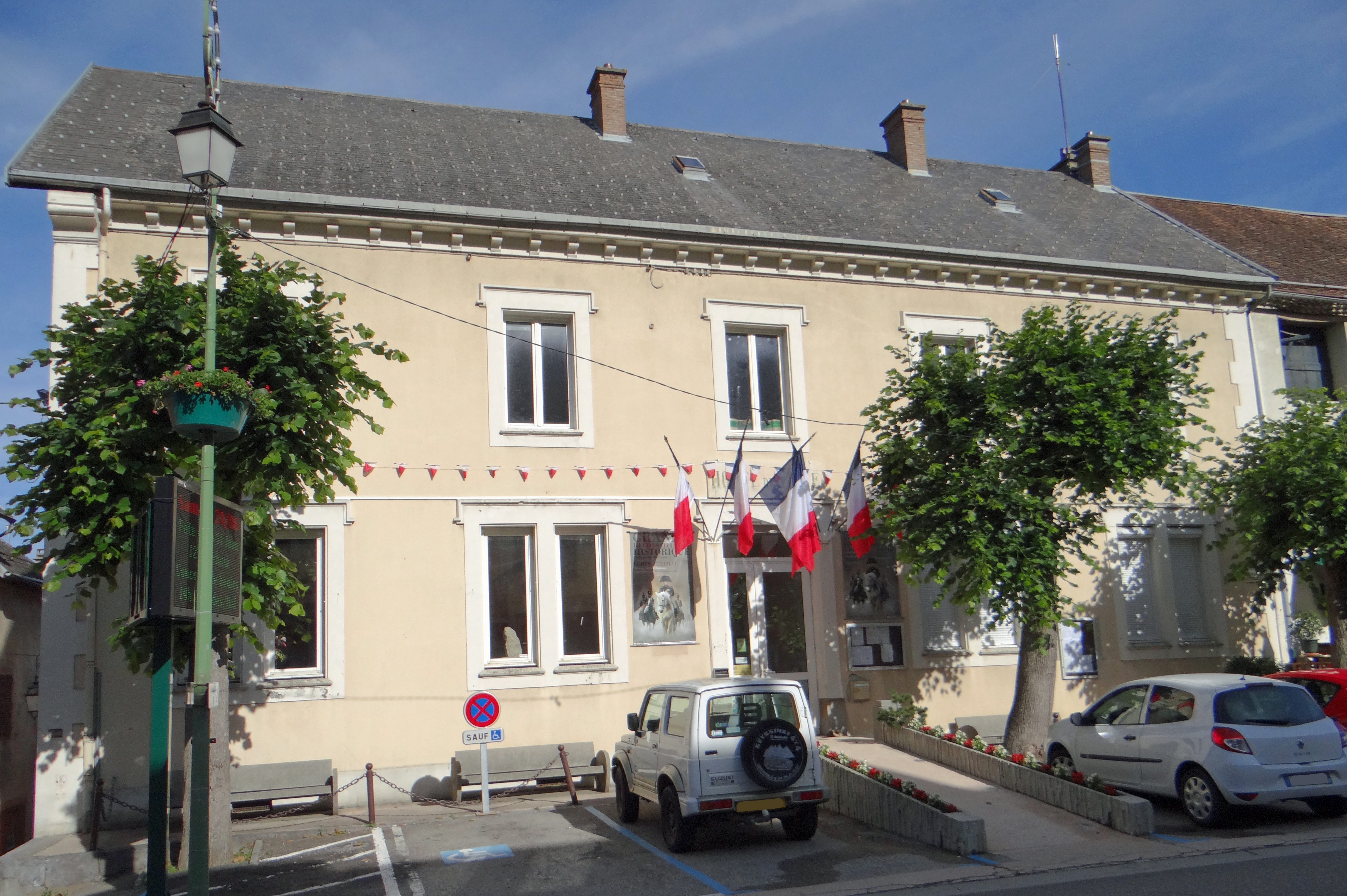
科尔市政厅

科尔的现任市长为法比安·米利克先生（Fabien MULYK），他是一名无党派人士，在2020年的市政选举中获得了100%的支持率（无其他候选人）。
在2022年的法国总统大选第二轮选举中，法国第25任总统埃马纽埃尔·马克龙在科尔获得了55.15%的支持率。

## 人口
2019年，科尔市镇人口数量为450，在法国排名第17,629位。其中男性212人，女性238人，75岁及以上人口占13.9%，外籍人口数量为18人，人口密度为40人/平方公里，当地男性居民被称为Corpatus或Corpensais，女性居民被称为Corpatues或Corpensaises。2020年，科尔境内出生2人，死亡人口13人。
| 科尔1901年－2020年人口变化情况 |
|                                |
| 数据来源：Cassini、INSEE       |

## 经济

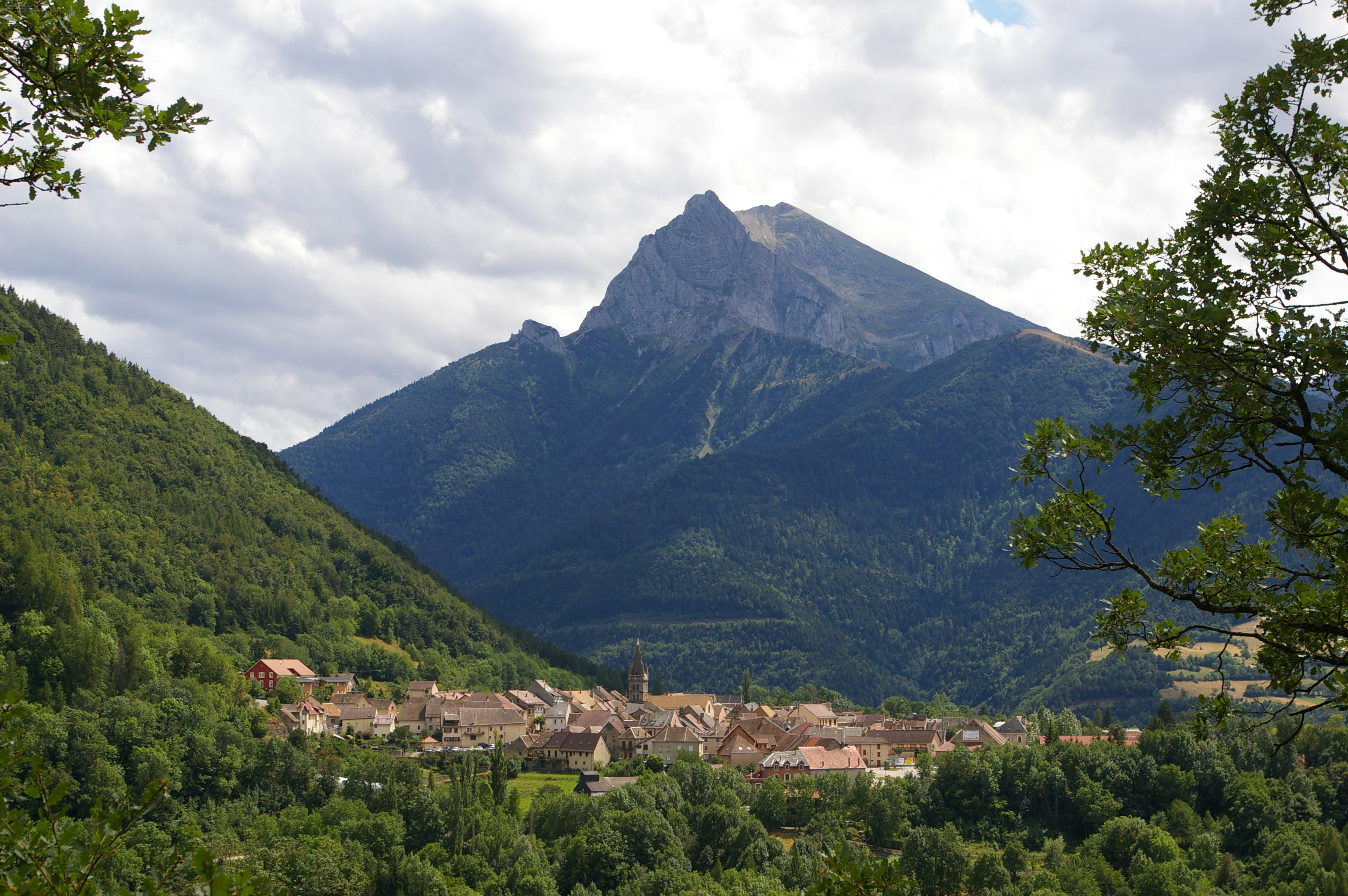
远眺埃克兰山前的科尔

科尔是一个区域性的中心集镇，（金属部件修复）及（电子制造）是当地2021年营业额最高的三个企业，分别为60,677,237欧元和13,415,373欧元。

## 财政与居民收入
2021年，科尔的财政收入总额为1,185,210欧元，财政支出总额为846,630欧元，当年的债务总额为1,826,910欧元。2021年，科尔市镇通过增值税获得137,260欧元的收入，此外当地还共获得了104,020欧元的国家直接财政补助。
2020年，科尔的人均月收入总额为1,796欧元，低于法国平均水平（2,303欧元）。
2019年，科尔境内的青壮年（15至64岁）失业率为11.1%；当地45.1%的家庭拥有纳税资格，平均纳税1,914欧元，低于法国平均水平（3,910欧元）。

## 社会事务

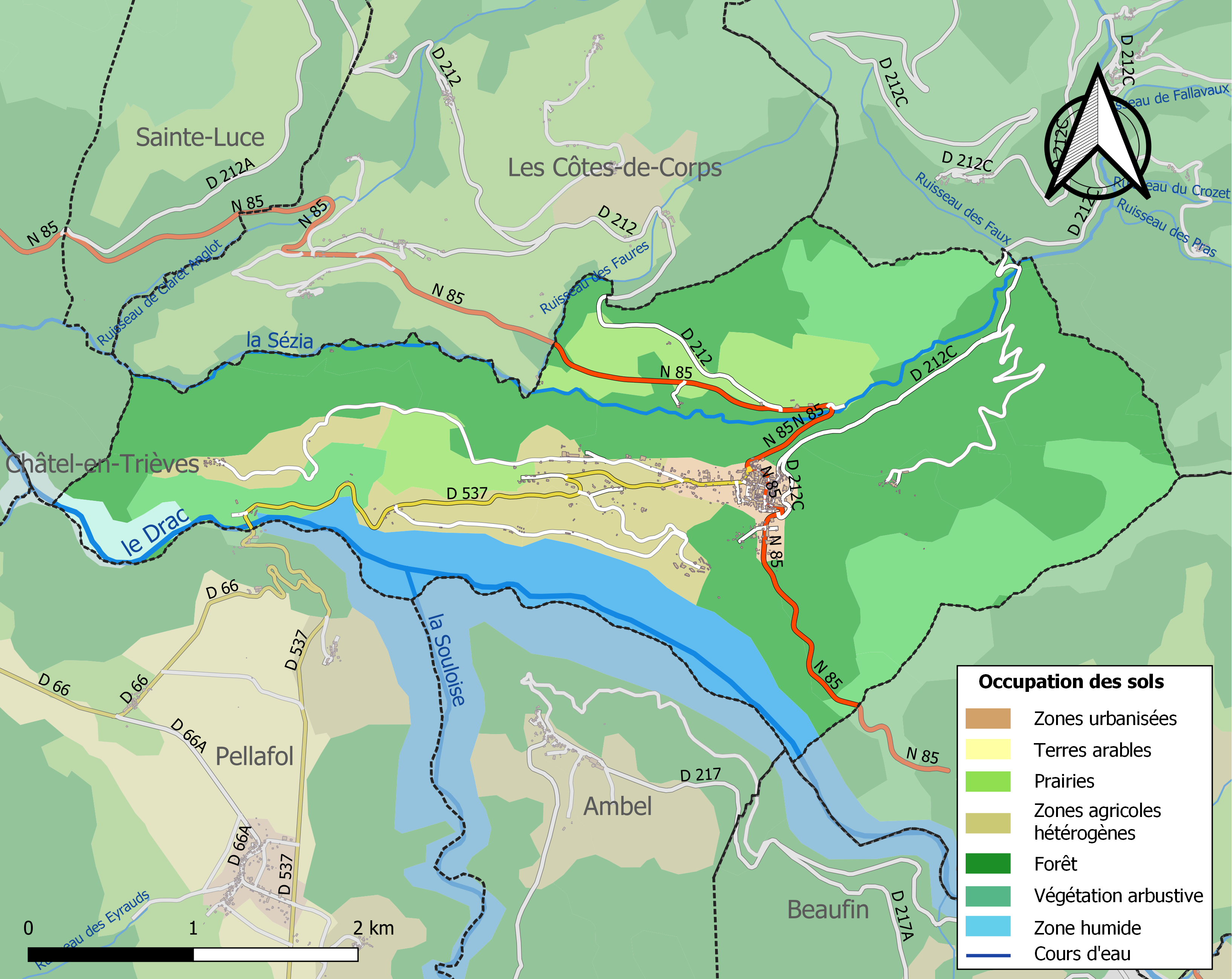
科尔土地利用情况地图

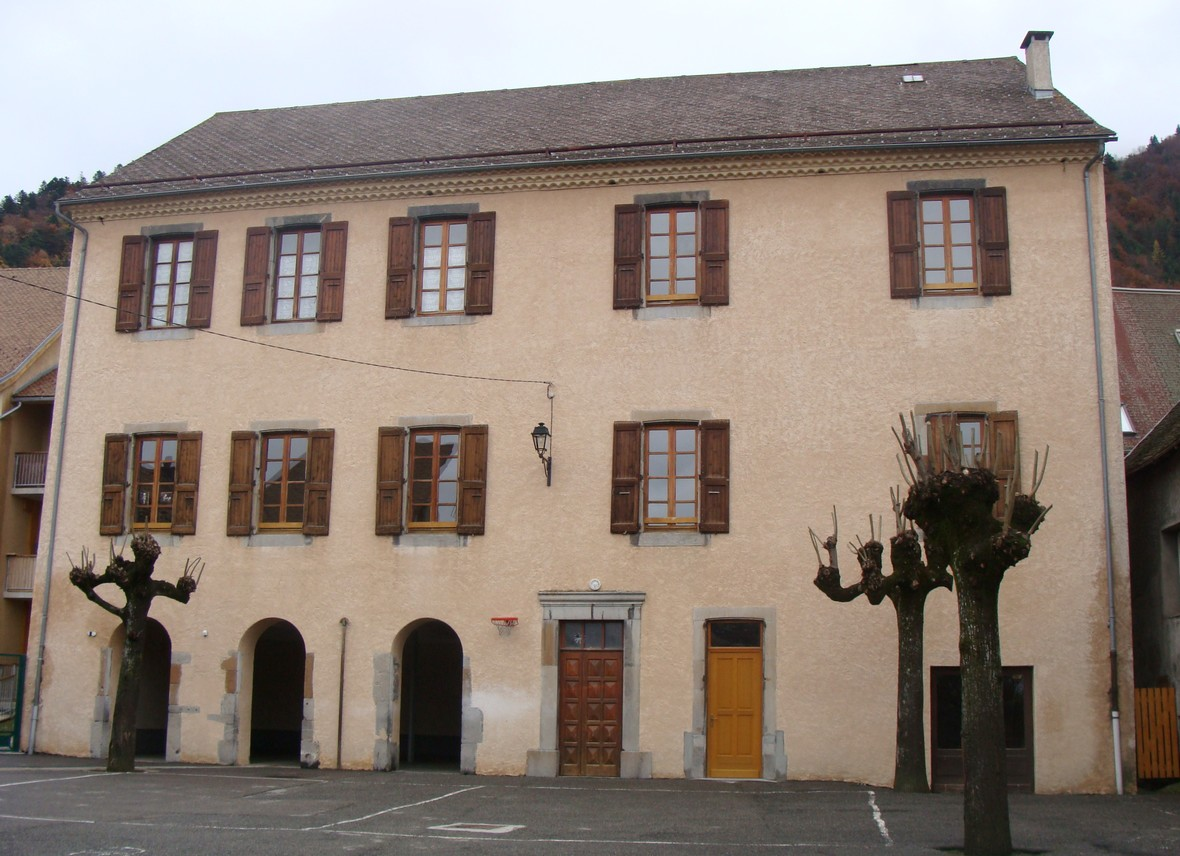
科尔的一所学校

### 教育
科尔属于格勒诺布尔学区。截止2021年1月1日，科尔境内共有1所小学。

### 医疗
截止2021年1月1日，科尔境内共有全科医生2名、保健师3名和护士4名。境内共有药房1家。
距离科尔最近的区域性医疗机构为拉米尔中心医院（Centre Hospitalier de La Mure），其主病区位于拉米尔，距离科尔市区的正常车程约26分钟，该院设有床位85个，是当地规模最大的公立综合性医院。

### 住房
2019年，科尔境内共有各类住房488套，其中77.5%为独立式居民区，21.9%为集中式居民区。常住房屋占科尔市镇范围内居民建筑总量的42.8%。
在住房保障政策方面，2021年，科尔境内共有31户家庭获得了住房经济补助，受益人数占总人口数量的6.9%，其中37份为房租补助。

### 商业
2021年，科尔境内共有各类实体商铺17家，其中餐厅4家、杂货店1家、面包房1家、肉铺1家、美容美发店1家、汽车维修店2家。市区X部建有大型开放式商业街区。

### 体育
2021年，科尔境内有1处网球场和1处足球或橄榄球场。
截至2023年1月，科尔境内暂无注册足球俱乐部。

### 环境
科尔的环境事务由其所属的马泰西讷市镇公共社区联合各级政府协调负责。2021年，科尔境内暂无污染企业。

### 治安
2021年，科尔市镇范围内有1处宪兵队。
科尔及其附近的共104个市镇是拉米尔国家宪兵队（zone gendarmerie de La-Mure）的管辖范围。2020年，该宪兵队累计记录各类案件2,635起，其中盗窃类案件1,517起，经济类案件321起，毒品交易类案件115起。

## 文化

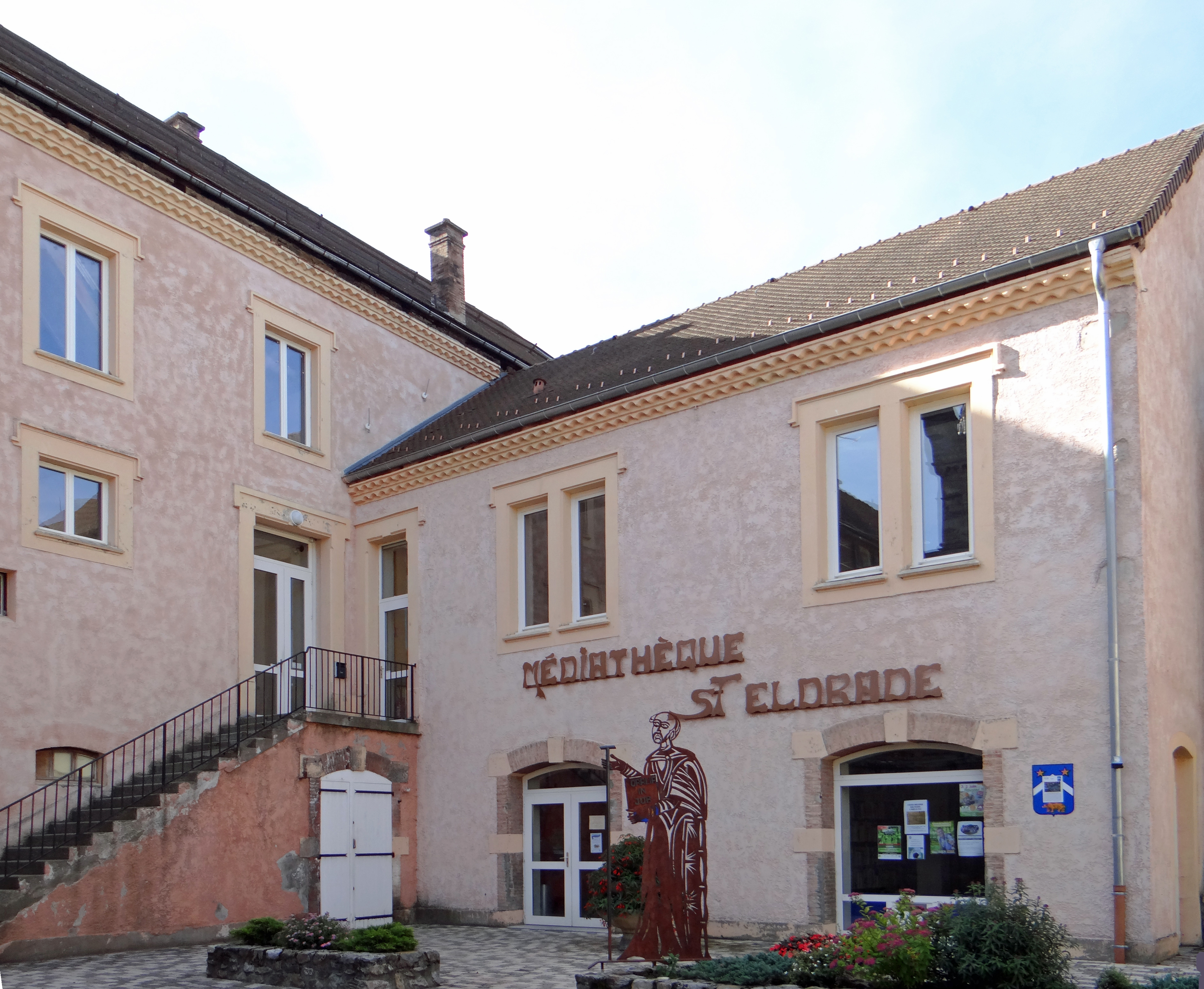
科尔多媒体中心

2021年，科尔境内暂无任何文化设施。科尔建有市政图书馆，每周三、四、六向公众开放。

### 建筑
科尔境内有多处历史建筑，其中镇中心的圣伯多禄教堂（Église Saint-Pierre de Corps）是当地的地标性建筑物。

### 旅游
科尔的旅游事务由其所属的马泰西讷市镇公共社区负责。2022年，科尔境内共有3家酒店共计44间房间；另有2个露营地，可容纳共62辆露营车。

### 媒体
法国主要的媒体均可在科尔接收，法国电视三台下属的奥弗涅-罗讷-阿尔卑斯大区频道在部分时段播出科尔所在伊泽尔省的地方新闻。蓝色法兰西伊泽尔广播、Scoop广播、格勒诺布尔电视台、《多菲内自由报》等是当地主要的地方性媒体。

## 友好城市
截至2023年1月，科尔暂未建立任何友好城市关系。